# Suvi Koponen
Suvi Maria Riggs (nacida Koponen; Vantaa, 26 de marzo de 1988) es una modelo finlandesa que saltó a la fama tras ganar el concurso de 2005, Mallikoulu (Escuela de Modelos en español).
Koponen ha establecido una gran carrera como modelo. Ha trabajado con Anna Sui, Vera Wang, Marc Jacobs, Donna Karan, Anne Klein, Blumarine, Miu Miu, BCBG Max Azria, Calvin Klein, Louis Vuitton, Nina Ricci y Prada. Koponen también tuvo una sesión de fotos para Vogue. Koponen también apareció Vogue Estados Unidos e hizo la portada de Vogue Portugal en marzo de 2008.

## Carrera
En 2005 Koponen ganó el concurso televisado Mallikoulu ("Escuela de Modelos"). Con el programa ganó un contrato con Model Agency Women en Milán, Paris y Nueva York. Koponen hizo su debut en la pasarela en la temporada otoño/invierno 06/07, pero no fue hasta la siguiente temporada que triunfó, desfilando como exclusiva para Prada y Miu Miu. Figuró en la portada de la revista finlandesa Pàp en noviembre de 2005 y también en 2006. Más tarde ese mismo año, apareció en la portada de Amica (Alemania) y en anuncios para Anteprime. Después 2006 Koponen se volvió reconocida internacionalmente.
En 2007 Koponen apareció en cinco editoriales para Vogue Francia, Reino Unido, Italia, y Estados Unidos. Se volvió el rostro de la campaña de otoño de Balenciaga y reemplazó a Natalia Vodianova como el rostro de la colección de Calvin Klein. En febrero de 2007 desfiló para Chanel, Hermès, Jil Sander, and Nina Ricci, entre otros. Apareció en la portada de Vogue Beaute Francua y abrió los eventos de Jill Stuart, Marc by Marc Jacobs, y Marni cerrando el evento de Nina Ricci en Paris. Apareció en la portada de Dazed & Confused en abril de 2007. En otoño 2007 se volvió el rostro de Blumarine junto a Bette Franke y protagonizó la campaña de Mulberry junto a Caroline Trentini. En otoño 2008 Suvi fue el rostro de la campaña de Calvin Klein.
En agosto de 2007 New York Magazine la eligió entre las "The Top 10 Modelos a" las que seguir en esta Semana de la Moda" quedándose con el tercer puesto.
En septiembre de 2007 fue nombrada una de las "Head Girls" de Vogue Francia. También abrió el evento de Reem Acra y cerró el de Carolina Herrera, Jill Stuart y DKNY. Ese mismo mes abrió los eventos de Alberta Ferretti, Anna Molinari, Fendi y Just Cavalli y cerró para Alberta Ferretti, Alessandro Dell'Acqua y Roberto Cavalli.

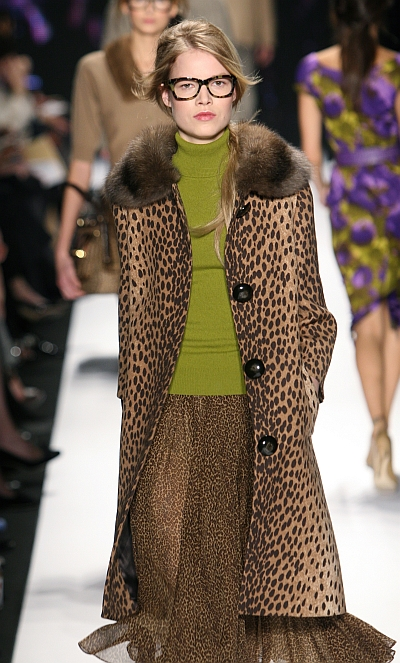
Suvi Koponen en Michael Kors.

Está contratada con la agencia Next (Nueva York), Women Model Management (Milan y Paris), Premier (Londres), Paparazzi (Helsinki), Stockholmsgruppen Models 2pm management (Copenhague) and IMM - International Model Management.
En febrero de 2008 Koponen se volvió el rostro de Blumarine otra vez.

## Vida personal
Koponen está casada con el modelo-actor Tyler Riggs. Reside en Sherman Oaks, California.